# 行動學習
移動學習（英語：Mobile learning，縮寫為M-Learning、MLearning或mLearning），是一種跨越地域限制，充分利用可攜技術的學習方式。換句話說，行動學習消除了一般可攜帶裝置的機動性之地域限制。行動學習在不同的社會群體中有不同的涵意，雖然它與線上學習和遙距教育相關，但它的明顯不同之處在於全面性的學習及使用手持裝置學習。
就M-Learning這個字詞而言，其包含了：使用可攜技術學習，其著重在於此技術（像是在教室這樣的固定場所也無妨）；全面性學習，則著重在於學習者的機動性以及與可攜或固定技術的互動；而在一個行動社會中學習，重點則在於整個社會及它的制度是如何接納及支持持續增加的行動人口之學習，這已經無法滿足於現存的學習方法論。
移動學習的便利在於，只要是有提供各種不同可用學習素材管道的地方，它都普遍找得到（課堂、計程車、洗衣店、浴室...）。此外，它是具有合作性質的，也就是說，其分享是幾乎在每個人之間都可立即使用相同的內容，這種分享也會輪流帶來立即的回饋，這會成為最棒的學習方式。
移動學習藉由儲存精簡學習內容的小小記憶體而取代書本與筆記，也帶來了強大的輕便性。此外，這種形式的學習充滿了魅力及樂趣。有了這樣的學習模式，想要把遊戲與學習結合的更有效率及獲得更多的娛樂經驗，就再也不是難事了。

## 歷史
1970年代與 1980年代
學習研究小組（Learning Research Group）之一的艾伦·凯及他的同事於帕羅奧多研究中心提出了Dynabook做為一個書本大小、可做機能性模擬的電腦供學習上使用，他們的Interim Dynabooks就是第一個成立的網路工作站。
1990年代
歐洲與亞洲的大學為了學生發展與演進行動學習，Plam公司給予各個大學及公司裡那些在PalmOS platform創造及測試行動學習法的人授權。 Palm Education Pioneers project. （页面存档备份，存于）
2000年代
歐洲委員會提供基金給主要的跨國 MOBIlearn （页面存档备份，存于） 及 M-Learning 主題研究。
各個公司有了專攻於主要行動學習核心領域的想法。
1. 編寫及出版
2. 發行及追蹤
3. 內容的發展

許多協商會及貿易展的創立宗旨確切與行動學習及掌上教育有關，當中
包含了mLearning、WMUTE及IADIS習動學習等國際協商會組織，諸如約旦（Jordan）的ICML、馬來西亞（Malaysia）的行動學習（Mobile Learning）、倫敦（London）的掌上型學習（Handheld Learning）、美國的SALT行動（SALT Mobile）。

## 成長
在過去的十年裡行動學習已從較小的調查興趣到有重要意義的計畫，無論是在全世界的學校、工作場所、博物館、都市，跟較偏鄉村的地區等等。而在現今社會中行動學習始終是不具條理的，因為大家都具有不同的觀點與看法，在不同的學術環境，或工業環境，或是在學校之間，高等教育與終身學習也分不同區段。
目前成長的區域包括：
- 教育，民意調查，工作，即時的學習
- 基於地理位置的或取決於上下文的學習
- 社會的網路行動學習
- 具教育意義的行動裝置遊戲
- 最普遍的起源於行動學習對使用雙向SMS傳訊和基於聲音的手機podcasting播客 (一種通過網路出版音訊廣播作品的方法, 其中, 用戶訂閱自動推送的新文件, 然後下載到便攜式音樂播放機或電腦上)

## 範圍
目前的成長範圍包括：
在教室或講演廳孩子與學生們使用掌上型電腦與計算機，或是手持性的表決系統來幫助學習。
在教室裡學生們利用行動裝置與移動設備來提高與增加與指導員或同伴們彼此合作的默契，像是可攜帶型電腦。
在訪問某技術人員於移動設備的工作培訓中，通過工作上的訓練並可即時的解決問題與獲得更新
以手動或可攜帶型的行動裝置在畫廊或博物館中進行學習
在戶外學習，例如實地考察
對個人技術的使用上不拘形式以輔佐或支持人們終身學習，像是利用掌上型字典或其他裝置來學習語言能力。
流動裝置學習是被用於形容以行動裝置來協助學習，像是掌上型裝置例如電腦或手機以幫助人們學習。
增進文學或算術能力，也用於教育方面裡來協助學生與成人們
在團體或公司還有其他的教育環境提供視聽教材以增進練習

## 異議
科技上面臨的問題包括：
- 網路通訊和電池壽命
- 螢幕大小和關鍵詞的相關性
- 使用者想像行動電話傳輸功能的能力
- 多元的標準,多樣的螢幕尺寸,多種的運作系統
- 現有的流動平台Repurposing電子教學材料

社會上和教育上面臨的問題包括：
- 終端用戶的可即性和費用問題:數字式分界
- 如何對學校教室以外的學習效果進行評估
- 如何維持透過了解文章上下文的意思來學習
- 使在這流動年代的適當學習理論有所成長或發展
- 支持技術上的終身學習計畫
- 追蹤結果和對這資訊適當的用途
- 學習課程表無限制規定
- 個人隱私的信息和內容
- 人口統計無上限

## 科技
大部分的私人技術可以維持多變的學習原因包括：
- 教室和戶外可使用個人數位處理器(PDA)
- 個人計算機UMPC行動電話,照相手機和SmartPhone (GPRS與PDA的結合)
- 電子行動工具的創作者e.g,他創作和出版WAP(無線應用通訊協定),J2ME(Sun Microsystems所發展出來針對一般的消費性小型設備進行程式開發的工具)和SmartPhone (GPRS與PDA的結合)
- 個人音頻播放器,例如:聽音錄音的講座
- 在博物館和畫廊有展示掌上型音頻播放器和多媒體指南
- 掌上型遊戲機，例如:PSP或DS

技術上和支持的行動學習：
- 3GP(一種影像格式)的壓縮和交付方法的視聽內容與行動學習
- Wi-Fi(Weless Fidelity 無線相容性認證)給餘的資訊是通過戶聯網資源和指導者提供的
- GPRS(General Packet Radio Service 整體封包無線電服務) 移動數據服務，能提供高速連接和數據傳輸速率

在行動型設備上的用途有很多，也有許多方法能使用。其中在m-learning(行動
學習)中最好最實用的設備就是PDA(個人數位處理器)。在一台PDA上，使用者可以使用豐富的媒體資源(動畫、聲音、攝影...)這些將作為行動學習的最佳理想平台。現在已經有創造PDA的設備工具，創造者使用熱熔岩軟體製，而創造者是一位m-learning的作者。

## 解釋
根據學校計劃的經驗，現代技術與經濟環境已發展到足夠廣泛使用移動式學習。 所以一般來說，我們建議用比較有吸引力與有效率的方式去廣泛和強烈的使用移動式學習。
首先，移動式工業的發展造成行動電話越來越有影響力，行動電話會有更好的工序特色和更好顯示品質，移動式學習應當利用現代發展的趨勢去開發更好的物品。
再者，他有潛力應用在龐大而多樣性的教育方針例如教育管理的用途與通知學生課程表的更改等。
最後要成功地運用移動式學習，擁有合適與足夠的習才跟內容是其中一個關鍵方向。根據我們的經驗，學生有足夠的能力去發展移動學式學習的材料和內容。因此學校與學會必須鼓勵學生去開發學習材料。此外，教育出版商的參與亦非常重要，出版商有更多的技術支援及教材可提供，當可採用的學習題材越來越多，移動式學習對改進教育會有巨大的貢獻。